# 沙瓦讷德博吉
沙瓦讷德博吉（法語：Chavannes-de-Bogis）是瑞士联邦西部法语区的沃州下设的一个镇。在行政上属于尼永区管辖。沙瓦讷德博吉的总面积为2.85平方公里。截至2010年底，总人口为1,035。